# Silveira
Silveira ist ein portugiesischer Familienname.

## Namensträger
- Agnaldo Temóteo da Silveira (* 1977), brasilianischer Geistlicher, römisch-katholischer Bischof von Garanhuns
- Alarico Silveira Júnior (1924–2004), brasilianischer Diplomat
- Alcides Silveira (1938–2011), uruguayischer Fußballspieler und -trainer
- Alonso Silveira de Mello (1901–1987), brasilianischer Geistlicher, Prälat von Diamantino
- Arnaldo Patusca da Silveira (1894–1980), brasilianischer Fußballspieler
- Bernardo da Silveira Pinto da Fonseca (1780–1830), portugiesischer Offizier und Kolonialverwalter
- Carlos da Silveira (* 1950), uruguayischer Musiker
- Célio da Silveira Calixto Filho (* 1973), brasilianischer Geistlicher, Weihbischof in Rio de Janeiro
- Clayton da Silveira da Silva (* 1995), brasilianischer Fußballspieler
- Francisco da Silveira Bueno (1898–1989), brasilianischer Romanist, Lusitanist, Grammatiker und Lexikograf
- Henrique da Silveira (1901–1973), portugiesischer Fechter
- Hugo Silveira (* 1993), uruguayischer Fußballspieler
- Joaquim José Lobo da Silveira (1772–1846), portugiesischer Diplomat, siehe Joaquim von Oriola
- Jonathan Silveira (* 1996), uruguayischer Fußballspieler
- Juan Silveira dos Santos (* 1979), brasilianischer Fußballspieler, siehe Juan (Fußballspieler, 1979)
- Juan Felipe Silveira Gramont (1957–2009), uruguayischer Komponist und Musikpädagoge
- Leonor Silveira (* 1970), portugiesische Schauspielerin
- Luiz Henrique da Silveira (1940–2015), brasilianischer Politiker
- Nicole Rocha Silveira (* 1994), brasilianische Skeletonpilotin
- Manuel da Silveira d’Elboux (1904–1970), brasilianischer Geistlicher, Erzbischof von Curitiba
- Maria do Carmo Silveira (* 1961), Politikerin von São Tomé und Príncipe
- Martim Silveira (1911–1972), brasilianischer Fußballspieler und -trainer
- Maurício José da Silveira Júnior (* 1988), brasilianischer Fußballspieler, siehe Maurício (Fußballspieler, Oktober 1988)
- Messias dos Reis Silveira (* 1958), brasilianischer Geistlicher, Bischof von Teófilo Otoni
- Michael Silveira (* 1992), uruguayischer Fußballspieler
- Miguel Silveira (* 2003), brasilianischer Fußballspieler
- Nise da Silveira (1905–1999), brasilianische Psychiaterin
- Pablo da Silveira (* 1962), uruguayischer Essayist
- Pablo Silveira (* 1994), uruguayischer Fußballspieler
- Pio de Freitas Silveira (1885–1963), brasilianischer Ordensgeistlicher, Bischof von Joinville
- Regina Silveira (* 1939), brasilianische Malerin, Grafikerin und Lehrerin
- Santiago Silveira, uruguayischer Segler
- Sebastião Leme da Silveira Cintra (1882–1942), brasilianischer Theologe und Geistlicher, Erzbischof von Rio de Janeiro
- Sousa da Silveira (1883–1967), brasilianischer Romanist
- Tatiele Silveira (* 1980), brasilianische Fußballtrainerin
- Victor José Silveira (1923–1999), brasilianischer Diplomat